# Herbert Fandel
Herbert Fandel (ur. 9 marca 1964 roku w Kyllburg) – niemiecki sędzia piłkarski.
Wirtuoz fortepianu; prowadzi własną szkołę muzyczną. Żonaty, ma dwójkę dzieci.
Sędzia piłkarski od 1989 roku. W Bundeslidze debiutował w 1996 roku. Od 1998 roku sędzia międzynarodowy FIFA.
Prowadził mecze na kilku ważnych turniejach m.in. Igrzyska Olimpijskie w 2000 roku oraz Puchar Konfederacji w 2005 roku. Nigdy nie sędziował podczas Mistrzostw Świata, gdzie niemiecki związek nominował Markusa Merka.
Więcej szczęścia miał na arenie klubowej. W 2006 roku sędziował finał Pucharu UEFA pomiędzy Sevilla FC a Middlesbrough FC. W kolejnym sezonie został wyznaczony na arbitra głównego meczu finałowego Ligi Mistrzów pomiędzy AC Milan oraz Liverpool.
12 września 2007 roku był sędzią głównym meczu eliminacyjnego Mistrzostw Europy pomiędzy Polską i Finlandią, który odbył się w Helsinkach.
Sędziował II półfinał Ligi Mistrzów 2007/2008 Manchester United-FC Barcelona.
Nominowany jako sędzia główny do Euro 2008.